# 魏國 (西周至春秋)

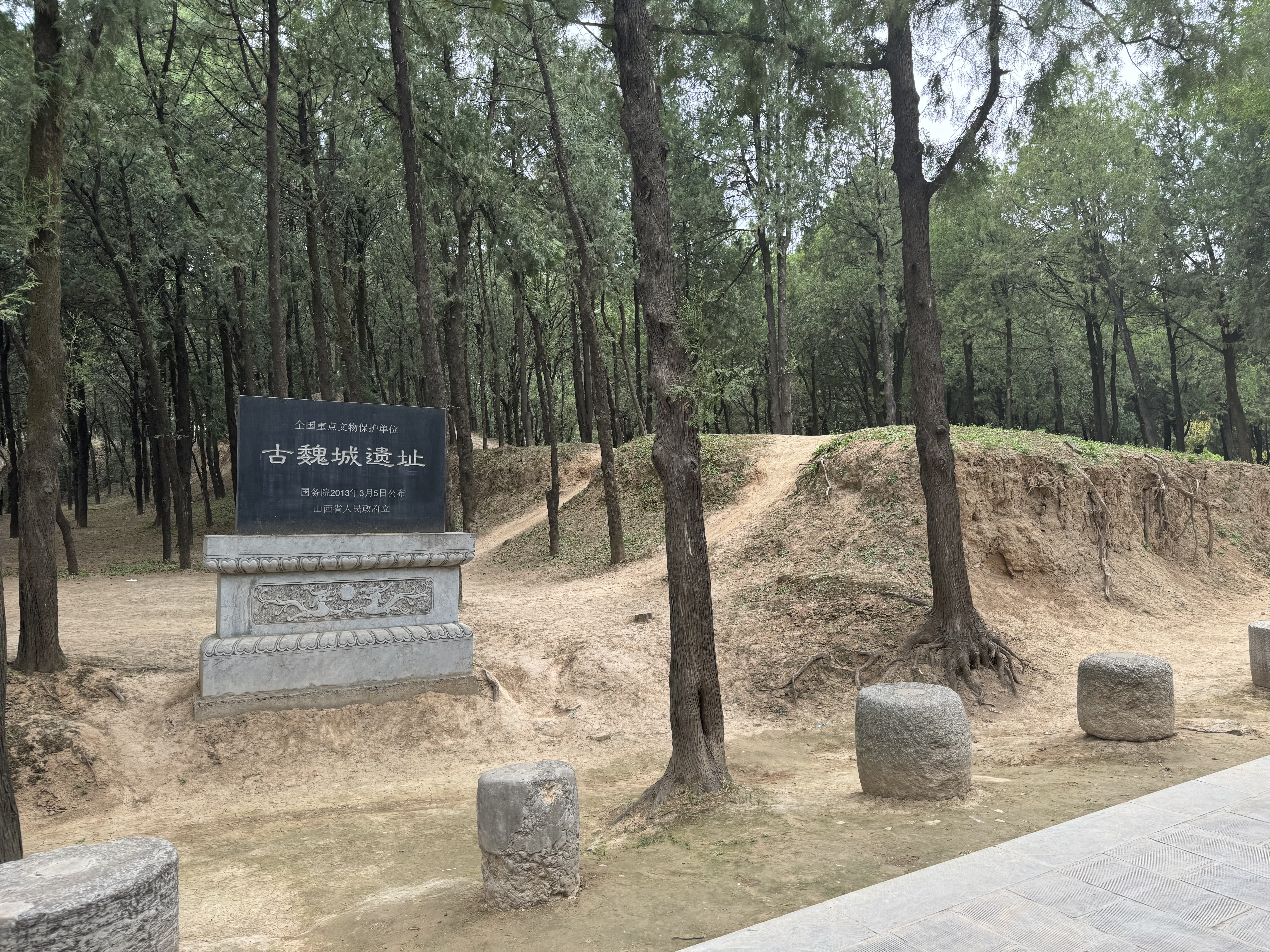
古魏城遗址

魏国，是西周初年周成王分封的姬姓伯爵诸侯国，册封地于今山西芮城县北，国君为姬姓魏氏。公元前661年（晋献公十六年），魏国被晋献公攻灭，封给毕国後裔毕万。
魏国最初国土为现在山西芮城县和陕西大荔县一带。魏国原为商朝时的芮国，西周分封时改为“魏”、“芮”二国。“魏”是“大”的意思（《史记》：“魏，大名也。”服虔：“魏，喻巍巍高大也。”）。《诗经·魏风》之“魏”，即是指此魏国。在晋献公的时候晋国曾经有过一次规模比较大的兼并战。周惠王十七年（前661年），魏国为晋国灭亡。晋献公灭魏后，以魏地赐给毕万作为采邑，于是毕万就改氏为魏，是晋国魏氏的由来。毕万之孙魏犨因跟随公子重耳流亡有功，被封为大夫，称魏武子。前445年的三家分晋事件中，魏氏自立为诸侯，建立魏国。

## 参看
- 芮国
- 分封制
- 司馬遷. . .  [-61].